# محمد حمص
محمد حمص (عربی: محمد حمص؛ زادهٔ ۱ ژانویهٔ ۱۹۷۹) یک ورزشکار اهل مصر است.
از باشگاه‌هایی که در آن بازی کرده‌است می‌توان به باشگاه ورزشی اسماعیلی و تیم ملی فوتبال مصر اشاره کرد.
وی همچنین در تیم ملی فوتبال مصر بازی کرده است.